# Miriquidica obnubila
Miriquidica obnubila är en lavart som först beskrevs av Theodor 'Thore' Magnus Fries och Per Johan Hellbom, och fick sitt nu gällande namn av Hannes Hertel och Rambold. Miriquidica obnubila ingår i släktet Miriquidica, och familjen Lecanoraceae. Arten är reproducerande i Sverige.